# Lachnodiella ocoteae
Lachnodiella ocoteae är en insektsart som beskrevs av Williams och Granara de Willink 1992. Lachnodiella ocoteae ingår i släktet Lachnodiella och familjen ullsköldlöss. Inga underarter finns listade i Catalogue of Life.